# Nicole Lapierre
Nicole Lapierre é uma escritora francesa. É direcctora emérita de pesquisa do CNRS. Ela publicou o seu primeiro livro, La Femme majeure em 1973, em colaboração com Edgar Morin e Bernard Paillard. Os seus livros posteriores incluem Le Silence de la mémoire (1989), Changer de nom (1995), La famille providence (1997), Le Nouvel Esprit de famille (2001), Pensons ailleurs (2004) e Causes communes (2011). Ela é uma vencedora do Prémio Médicis.